# Protiprimer
Prótiprimér je v logiki in še posebej v njeni uporabi v matematiki in filozofiji izjema od predlaganega splošnega pravila. Imejmo na primer trditev »vsi študentje so leni«. Ker ta izjava trdi, da določena lastnost (lenoba) velja za vse študente, bo en sam primer marljivega študenta ovrgel njeno veljavnost. Tako je katerikoli priden študent protiprimer izjavi »vsi študentje so leni«. Protiprimer je posebni primer neveljavnosti za splošno kvantifikacijo (izjave »za vse«).
V matematiki se izraz včasih uporablja za primere, ki ilustrirajo nujo polne domneve ali izreka z upoštevanjem primera, ko del domneve ni preverjen, in kjer se lahko pokaže, da sklep ne velja. Protiprimer je lahko v argumentu lokalen ali globalen.